# Tour de Colombie 1996
Le Tour de Colombie 1996, qui se déroule du 21 avril au 5 mai 1996, est une épreuve cycliste remportée par le Colombien Miguel Sanabria (es). Cette course est composée d'un prologue et de quatorze étapes.

## Classement général
| Classement final | Classement final           | Classement final | Classement final                | Classement final    |
|                  | Coureur                    | Pays             | Équipe                          | Temps               |
| ---------------- | -------------------------- | ---------------- | ------------------------------- | ------------------- |
| 1er              | Miguel Sanabria (es)       | Colombie         | Gaseosas Glacial-Selle Italia   | en 58 h 42 min 10 s |
| 2e               | Héctor Palacio             | Colombie         | Gobernación de Antioquia-Pilsen | + 3 min 11 s        |
| 3e               | Luis Alberto González (en) | Colombie         | Manzana Postobón A              | + 3 min 13 s        |
| modifier         |                            |                  |                                 |                     |